# Wohnsiedlung Glaubten II
Die Wohnsiedlung Glaubten II ist eine kommunale Wohnsiedlung der Stadt Zürich in Affoltern, die Mitte der 1960er-Jahre erstellt wurde.

## Lage
Die Überbauung liegt westlich der Wohnsiedlung Glaubten I von an der Strasse, die von der Kirche Glaubten zum Standort Hönggerberg der ETH Zürich führt. Hinter der Siedlung am Abhang des Käferbergs befindet sich Wiesland und in weiterer Entfernung die Fernheizzentrale der ETH. Über die Bushaltestelle «Schumacherweg» ist die Siedlung mit dem öffentlichen Verkehr erschlossen.

## Geschichte
Die Siedlung Glaubten II ist die Ergänzung der Siedlung Glaubten I, sodass ein Bauensemble mit 250 Wohnungen entstand. 1976 wurde die Siedlung an die Fernheizung der ETH angeschlossen. Anfangs der 1990er-Jahre wurde die Siedlung energetisch optimiert: die Isolierung der Gebäude wurde verbessert, die Balkone in Wintergärten umgewandelt und die Hauseingänge mit Windfängen versehen. Bei einer Innenrenovation anfangs der 2000er-Jahre wurden bei den in Zweiergruppen angeordneten Mehrfamilienhäuser die beiden Wohnungen auf einem Stockwerk zusammengelegt, sodass 5 ½-Grosswohnungen entstanden.

## Architektur
Die 9 drei- bis viergeschossigen Mehrfamilienhäuser mit Satteldach sind mit grossflächigen Eternitschindeln verkleidet. Sie sind in einer Zeile mit drei Häusern entlang der Glaubtenstrasse und in drei schräg dahinter angeordneten Zweiergruppen aufgestellt. In der Siedlung sind 38 Wohnungen mit 2, 3 ½ oder 5 ½ Zimmern untergebracht.